# IIT Institute of Design

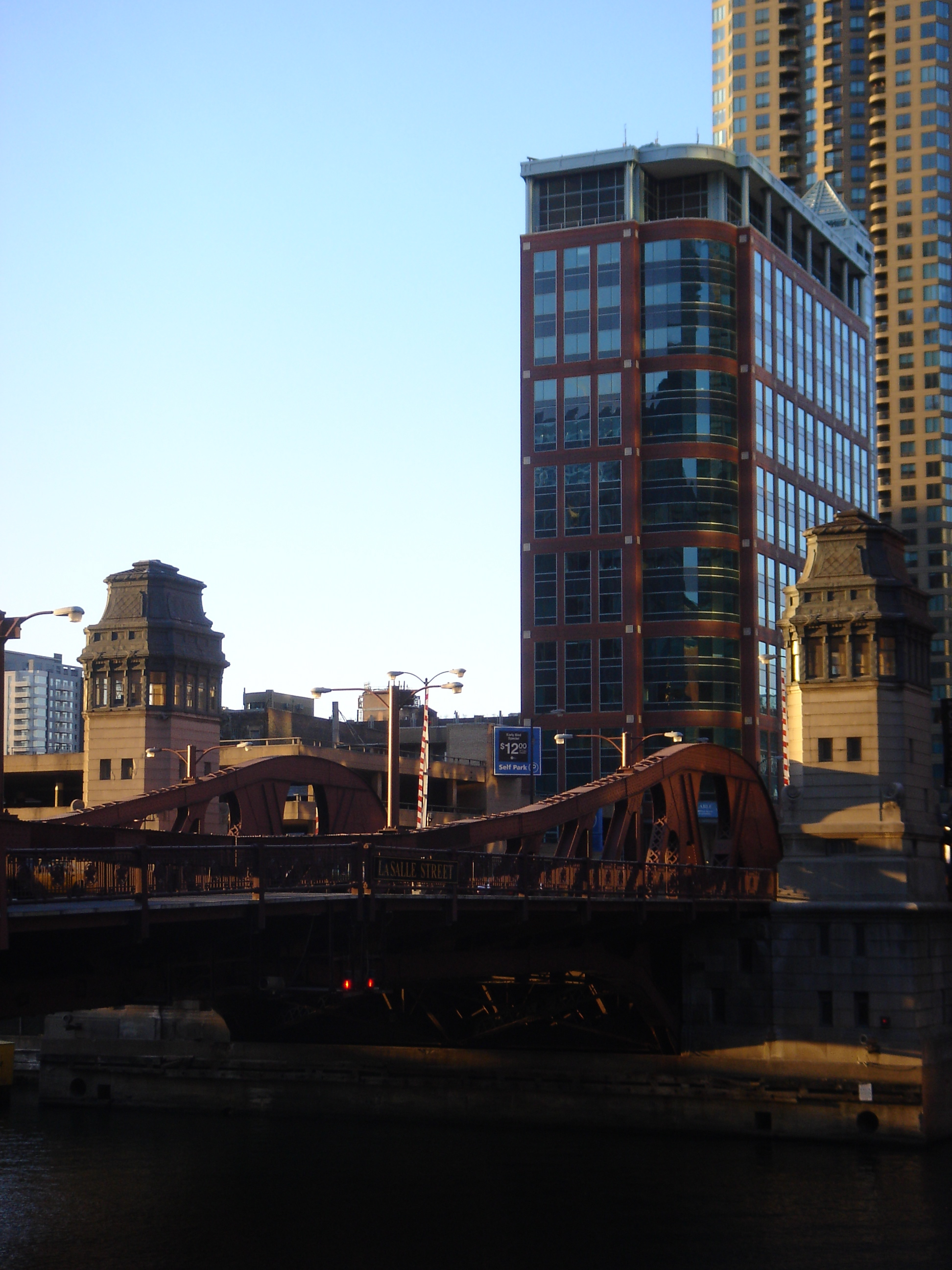
Sede na rua 350 North LaSalle em Chicago

O Institute of Design (ID, Instituto de Design) do Illinois Institute of Technology (IIT, Instituto de Tecnologia de Illinois), originalmente fundada como New Bauhaus, é uma escola de design estadunidense fundada em 1937 por László Moholy-Nagy - designer, professor de design pioneiro e conhecido especialmente por ter lecionado na escola Bauhaus. O instituto é localizado em Chicago.

## História
O corpo docente era formado em grande maioria por exilados, ex-professores Bauhaus, e sob a direção do László Moholy-Nagy, a escola enfrentou dificuldades financeiras, porem em 1944 estabilizou-se e passou a se denominar Institute of Design. Em 1949, passou a integrar o Illinois Institute of Technology. Seu maior legado histórico talvez tenha sido difundir nos EUA o ideário da Bauhaus, que somado as importantes conquistas que já haviam alcançado por outras vias ideológicas, produziu excelente contraponto de valores, amadurecendo de forma significativa o design gráfico norte americano.

## Nomes e sedes antigos
New Bauhaus - American School of Design
- 1938: 1905 S. Prairie Avenue, Chicago

The School of Design in Chicago
- 1939–1945: 247 E. Ontario Street, Chicago

The Institute of Design
- 1945–1946: 1009 N. State Street, Chicago
- 1946–1956: 632 N. Dearborn Street, Chicago
- 1956–1989: S.R. Crown Hall no campus do IIT (South State Street)
- 1989–1996: 10 West 35th Street
- 1996–atual: 350 N. LaSalle Blvd, Chicago